# BOS 400
BOS 400 es un buque grúa francés que encalló mientras era remolcado por el remolcador ruso Tigr el 26 de junio de 1994.
El Tigr fue fletado para remolcar al BOS 400 desde Pointe-Noire en la República del Congo hasta Ciudad del Cabo, Sudáfrica. La cuerda de remolque se soltó durante una gran tormenta y provocó que el barco encallara frente a Duiker Point cerca de la Bahía de Sandy, en el mismo lugar que los restos anteriores del SS Oakburn.
A pesar de varios intentos de remolque, el naufragio se consideró una pérdida total ya que los salvadores pudieron recuperar poco de los restos del naufragio. El BOS 400 sigue hoy en ruinas, con una gran grúa y parte de la superestructura visibles sobre el nivel del mar. Los restos del naufragio se están desintegrando lentamente.
El Tigr fue construido en 1987 en astilleros polacos. Tras el accidente, permaneció inactivo en los muelles de Ciudad del Cabo de 1994 a 2000, cuando fue vendido por 625.000 dólares.